# Cramptonomyia spenceri
Cramptonomyia spenceri is een muggensoort uit de familie van de Pachyneuridae. De wetenschappelijke naam van de soort is voor het eerst geldig gepubliceerd in 1931 door Alexander.